# Felipe Ríos
Felipe Alfredo Ríos Cuevas (Vallenar, Chile, 20 de marzo de 1975) es un actor y director de teatro chileno. Se ha destacado por una dilatada carrera tanto televisiva, así como teatral y cinematográfica. Fue el primer director del programa de teatro musical en el Instituto Projazz.

## Biografía
Estudió actuación en la Academia Club de Teatro de Fernando González. 
Entre 1999 y 2002 perteneció al selecto grupo de actores generacionales del director Vicente Sabatini en la cúspide de la Época de Oro de las superproducciones de Televisión Nacional de Chile, compuesto por Álvaro Morales, Pablo Schwarz, Néstor Cantillana, Ricardo Fernández, Álvaro Espinoza, Claudio González y Mauricio Inzunza.
En 2024 fue presentada su candidatura a gobernador de la región de Valparaíso por el pacto Regiones Verdes Liberales y perdió.

## Filmografía

### Películas
- B-Happy (2003)
- Fragmentos urbanos (2002)
- Rojo, la película (2006)
- Normal con alas (2007)
- El vuelo de los cuervos (2013)
- En compañía del diablo (2012)
- Videoclub (2014)
- Il mondo fino in fondo (2014)
- El Club (2015)
- Neruda (2016)
- Poesía sin fin (2016)
- Artax (2016)
- Trauma (2017)
- John The Cat (2025)

### Teleseries
| Teleseries | Teleseries              | Teleseries               | Teleseries              |
| Año        | Teleserie               | Rol                      | Director                |
| ---------- | ----------------------- | ------------------------ | ----------------------- |
| 1993       | Ámame                   | Postulante de la escuela | María Eugenia Rencoret  |
| 1994       | Rompecorazón            | Joven del bar            | Vicente Sabatini        |
| 1995       | Juegos de fuego         | Charly                   | María Eugenia Rencoret  |
| 1997       | Playa salvaje           | Trip Mackenna            | Óscar Rodríguez Gingins |
| 1999       | La Fiera                | Domingo Correa           | Vicente Sabatini        |
| 2000       | Romané                  | Perhan California        | Vicente Sabatini        |
| 2001       | Pampa Ilusión           | Luciano Pereira          | Vicente Sabatini        |
| 2002       | El circo de las Montini | Christopher Quintero     | Vicente Sabatini        |
| 2004-2005  | Ídolos                  | Camilo Baeza             | Óscar Rodríguez Gingins |
| 2006-2007  | Montecristo             | Vito Cosutti             | Víctor Stella           |
| 2013       | Las Vega's              | Eduardo Parodi           | Roberto Rebolledo       |
| 2018-2019  | Pacto de sangre         | Roberto Galaz            | Cristián Mason          |
| 2021-2022  | La torre de Mabel       | Pedro Briones            | Cristián Mason          |

### Series
| Serie de televisión | Serie de televisión    | Serie de televisión           | Serie de televisión |
| Año                 | Serie                  | Rol                           | Canal               |
| ------------------- | ---------------------- | ----------------------------- | ------------------- |
| 1998                | Brigada Escorpión      | "El Rocío" Cisternas          | TVN                 |
| 2003                | La vida es una lotería | Pedro                         | TVN                 |
| 2004                | El cuento del tío      | Flaco                         | TVN                 |
| 2005                | Cabra chica gritona    | Facundo "Facu"                | Via X               |
| 2006                | Huaiquimán y Tolosa    | Travolta                      | Canal 13            |
| 2008                | Aída                   | José Alfredo                  | TVN                 |
| 2015                | Sitiados               | Manuel Joaquín Quiroga        | TVN/FOX             |
| 2020                | Dignidad               | Joel Carillo                  | Mega/Prime Video    |
| 2020                | Los Carcamales         | Luciano Bueno "El Chico Lucy" | Canal 13            |
| 2020                | El presidente          | Hansel                        | Prime Video         |

### Programas
- Cantando por un sueño (Chile) (2007) - Participante/Cantante (9.º clasificado)
- Bailando por un sueño (Chile) (2020) - Jurado de Bar
- MasterChef Celebrity Chile (2021) - Concursante (13.er eliminado)
- Aquí se baila (2022) - Concursante
- El discípulo del chef (2022) - Concursante (8.º eliminado)

## Teatro

### Como actor
- A-Mor-Tajas (1996)
- Vampiros... Amores que se olvidan a la mañana siguiente (1997)
- La ópera de tres centavos (1998)
- La otredad (1999)
- Las confesiones (2000)
- La pérgola de las flores (2001)
- Esperando a Godot (2002)
- Balada... Te comería el corazón (2003)
- Provincia Kapital (2004)
- Hábitat, hogar de hombre (2005)
- Romeo y Julieta (2006)
- Apoteosis Final: BBB Up (2009)
- Noche de reyes
- Pancho Villa
- Romeo prisionero
- Esperando la carroza
- A CHORUS LINE 2016 dirección: Baayork Lee
- Fiebre del sábado por la noche
- Historia de amor con hombre bailando (2018)
- Reservas completas (2018)
- Patria (2019)
- el joker  2022
- No en mi nombre  2024
- trauko ( el encuentro de la aguas ) 2025

### Como director
- Ánimas de día claro
- La viuda de Apablaza
- El pueblo del mal amor
- La vida es sueño
- El pelícano
- Háblame como la lluvia y déjame escucharte
- El Tony chico
- Ánimas
- La pérgola de las flores (conmemoración bicentenario de Chile)
- El mago de Oz
- Los 39 escalones
- Romeo prisionero (basada en Romeo y Julieta) 2015
- Navidad en Oz 2018
- Cuento de Navidad, Charles Dickens 2019

## Vídeos musicales
| Año  | Título             | Artista                  | Dirección          |
| ---- | ------------------ | ------------------------ | ------------------ |
| 2006 | Juego cruel        | Melvin Crema             | Mauro Muñoz        |
| 2017 | Para ser aceptada  | Martina Lecaros          | Nano García        |
| 2021 | La Danza           | Afoicuré                 | Dario Lemus        |
| 2022 | La fuerza del amor | Flor de Rap              | La fuerza del amor |
| 2023 | Piola              | Santaferia ft. Sara Hebe | santaferia         |